# 小沢一仙
小沢 一仙（おざわ いっせん、天保元年（1830年） - 慶応4年3月14日（1868年4月6日））は、江戸時代末期の尊皇攘夷派志士、造船技師、彫刻家。本姓は石田。初名を馬次郎。通称に雅楽助。父は石田半兵衛（邦秀）。伊豆国江奈村（現在の静岡県賀茂郡松崎町）出身。

## 経歴
安政年間（1855年 - 1860年）に小沢一仙を名のり、甲斐国に滞在し八代郡上黒駒村（笛吹市御坂町）の檜峰神社拝殿など山梨県内の寺社に彫刻作品を残している。

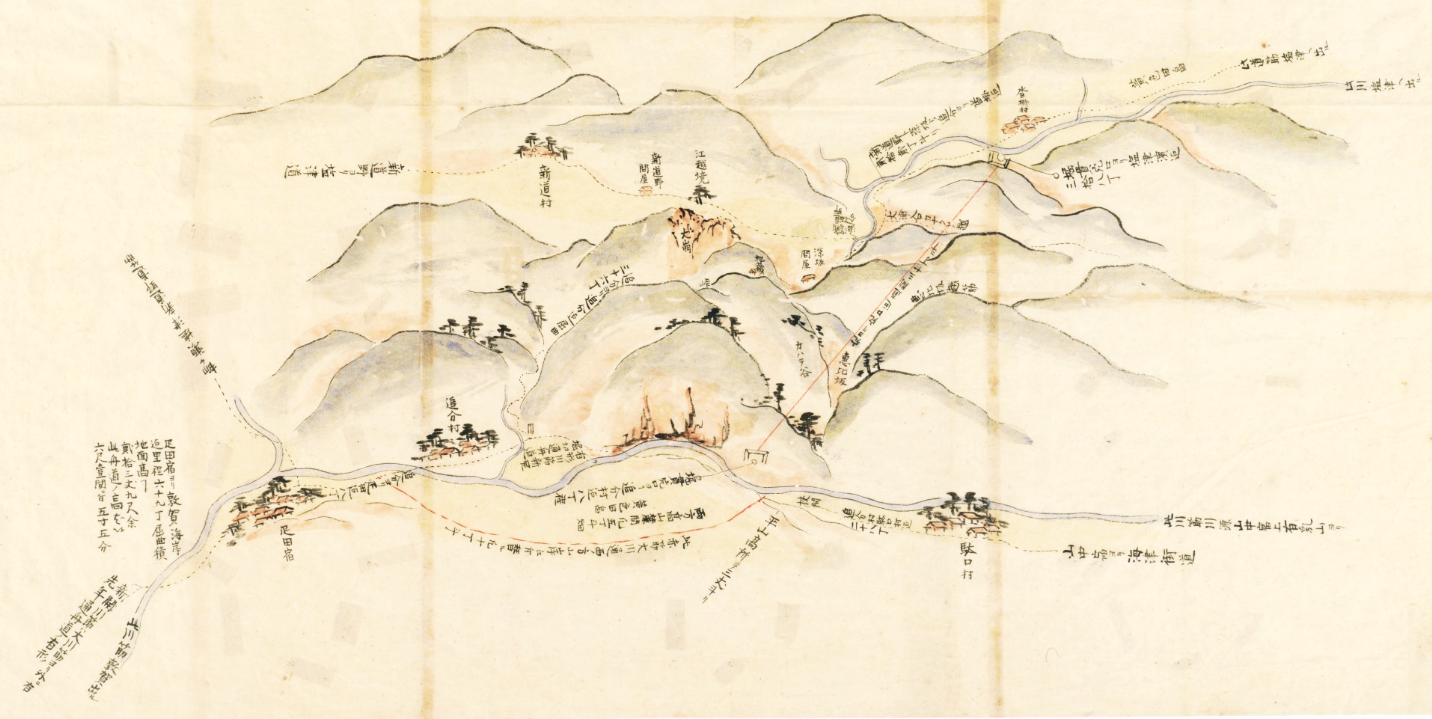
小沢一仙「敦賀・琵琶湖間運河計画図」慶応3年（高樹文庫「石黒信由関係資料」、射水市新湊博物館所蔵より）。

1857年（安政4年）には掛川藩主・太田資功の許可を得て松崎から遠州川崎へ行く水運船の建造を計画し、1863年（文久3年）に完成させる。その後、上京して日本海と琵琶湖を結ぶ運河の開削を構想し、公家の高松保実に接近したという

### 偽勅使事件
1868年（慶応4年）の明治維新に際しては民間の草莽諸隊が勤王を唱え東国へ維新を伝え諸藩を恭順に導くが、一仙は上野国館林藩士・岡谷繁実とともに公家の高松保実の三男高松実村を隊長として官軍鎮撫隊（高松隊）を結成した。とはいえ総勢14人であったが、一行は京都を立つと諸藩差出の兵を加え、同年2月1日に一仙は小沢雅楽助を名乗り信濃国から甲斐国へ入った。甲斐国では旧甲斐武田氏の家臣に縁を持つ浪人や神主、御岳御師らがこれに加わったという。
望月直矢『峡中沿革史』に拠れば、一仙は台ケ原宿（山梨県北杜市白州町台ケ原）において条目10箇条を発表し、甲斐国を武田時代の政治体制に戻し、武田浪人の仕官と年貢減免を約束したという。
高松隊は同年2月10日に勅命の得無いまま甲府城下（甲府市）に入り、甲府城代・佐藤信崇らが応対する。まもなく桑名から正式な官軍の東海道総督府の使者が甲府城へ到着し、高松隊は勅宣を受けていないことを伝え、高松隊に帰京命令を下した。高松隊は2月25日に甲府を出立し東へ向かうが、笛吹川において石和代官に渡河を阻まれ、西へ戻ると信濃国蔦木宿（長野県諏訪郡富士見町落合）で解散した。高松実村は京で謹慎となる。一仙は途中韮崎（山梨県韮崎市）において捕縛され、3月14日に甲府近郊の山崎刑場（甲府市酒折）において処刑された。高松本人や家老職の岡谷繁実らは謹慎処分で済んでいるため、身分の低い小沢がスケープゴートという形で、隊による各所での徴発や騒乱の責任を取らされた、と考えられる。
一仙の首は檜峰神社神主の武藤外記が引き取り、上黒駒村の武藤家墓所に葬ったという。高松隊は甲斐の人々から嘲笑され、1915年（大正4年）刊行の土屋操『甲斐史』に拠れば「不要のお公家を連れ出し、深きたくみの十箇条、この雅楽助」と罵られたという。